# Eleições estaduais no Piauí em 2002
As eleições estaduais no Piauí em 2002 ocorreram em 6 de outubro como parte das eleições gerais em 26 estados e no no Distrito Federal. Foram eleitos o governador Wellington Dias, o vice-governador Osmar Júnior, os senadores Heráclito Fortes e Mão Santa, além de 10 deputados federais e 30 estaduais. Como Wellington Dias recebeu a maioria dos votos válidos a eleição foi decidida em primeiro turno e ele tornou-se o primeiro governador petista do Nordeste Brasileiro e o primeiro governador do Piauí desde o Regime Militar de 1964 sem vínculos com a ARENA. Foi derrotado Hugo Napoleão, que buscava a reeleição após ter assumido o Palácio de Karnak em 19 de novembro de 2001 ante uma decisão do Tribunal Superior Eleitoral.
A vitória de Wellington Dias sobre Hugo Napoleão aconteceu num pleito onde outros seis candidatos disputavam o Palácio de Karnak e mesmo tendo largado como favorito, o candidato do PFL foi rejeitado pelos eleitores do PMDB ante a cassação de Mão Santa e viu o adversário subir nas pesquisas graças ao vínculo com a candidatura presidencial de Luiz Inácio Lula da Silva e ao apoio de parte do PMDB. Nascido em Oeiras e antigo funcionário da Rádio Difusora de Teresina, o bancário Wellington Dias filiou-se ao PT em 1985 sendo eleito presidente da Associação do Pessoal da Caixa Econômica Federal do Piauí em 1986 e presidente do Sindicato dos Bancários em 1989. Sua carreira política teve início ao ser eleito vereador de Teresina em 1992 e deputado estadual em 1994, chegou à presidência do diretório estadual do PT e em 1996 foi candidato a vice-prefeito de Teresina na chapa de Nazareno Fonteles. Eleito deputado federal em 1998, perdeu a eleição para prefeito da capital piauiense no ano 2000.
Para vice-governador foi eleito Osmar Júnior. Advogado formado pela Universidade Federal do Piauí, ele nasceu na cidade de São Paulo e após retornar ao Piauí fez política no movimento estudantil sendo eleito vereador de Teresina em 1982 pelo PMDB. Filiado ao PCdoB desde 1985, perdeu todas as eleições que disputou. Secretário Municipal de Transportes Públicos da prefeitura de Teresina na terceira administração Wall Ferraz e presidente da Fundação Cultural do Piauí no primeiro governo Mão Santa, elegeu-se vice-governador do estado em 1998 permanecendo no cargo até a cassação de Mão Santa pelo Tribunal Superior Eleitoral em 2001.
No pleito para senador foram eleitos Heráclito Fortes (PFL) e Mão Santa (PMDB) enquanto Alberto Silva (PMDB) tinha metade do mandato a cumprir e com a vitória de Mão Santa o PMDB passou a ter a maioria na representação piauiense no Senado Federal pela primeira vez na história. Dentre os candidatos proporcionais cabe ressaltar que Francisca Trindade foi a primeira mulher a se eleger deputada federal pelo Piauí desde Myriam Portela em 1986 estabelecendo o recorde de 165.190 votos para o cargo, marca que seria batida em 2010 por Marcelo Castro.
Por fim a lei eleitoral permitia que, no tocante às disputas proporcionais, que a coligação fosse "dividida" em seções menores.

## Resultado da eleição para governador
Os percentuais atribuídos a cada candidato são calculados segundo o número de votos válidos. Houve ainda 40.827 votos em branco (2,62%) e 165.080 votos nulos (10,60%), estes dois últimos calculados sobre o comparecimento dos eleitores.
| Candidatos a governador do estado | Candidatos a vice-governador     | Número | Coligação                                                            | Votação | Percentual |
| --------------------------------- | -------------------------------- | ------ | -------------------------------------------------------------------- | ------- | ---------- |
| Wellington Dias PT                | Osmar Júnior PCdoB               | 13     | A vitória que o povo quer (PT, PCdoB, PL, PMN, PCB, PAN, PTN, PTdoB) | 688.278 | 50,96%     |
| Hugo Napoleão PFL                 | Fernando Said PSDB               | 25     | O Piauí Que o Povo Quer (PFL, PSDB, PPB, PRTB, PSDC, PRP)            | 595.200 | 44,07%     |
| Jônathas Nunes PMDB               | Inácio Carvalho PST              | 15     | Vitória Popular (PMDB, PST)                                          | 41.881  | 3,10%      |
| Acilino Ribeiro PPS               | Antônio de Pádua Alves Pinto PDT | 23     | Frente Trabalhista (PPS, PDT, PTB, PHS)                              | 11.900  | 0,88%      |
| Joaquim Saraiva PSB               | Maurício Santana PSB             | 40     | PSB (sem coligação)                                                  | 9.616   | 0,71%      |
| Judson Barros PV                  | Celso Henrique Lima PV           | 43     | Preserve o Piauí (PV, PSD, PSC, PTC, PGT)                            | 1.836   | 0,14%      |
| Capitão Avelar Pereira PSL        | Sebastião Sousa Filho PSL        | 17     | PSL (sem coligação)                                                  | 1.038   | 0,07%      |
| Geraldo Carvalho PSTU             | Maria de Lourdes Melo PSTU       | 16     | PSTU (sem coligação)                                                 | 986     | 0,07%      |

## Resultado da eleição para senador
Foram apurados 2.482.519 votos nominais (59,48%) na disputa pelas duas vagas em aberto, além de 171.988 votos em branco (11,04%) e 458.777 votos nulos (29,48%), resultando no comparecimento de 3.113.284 eleitores.
| Candidatos a senador da República | Candidatos a suplente de senador                                 | Número | Coligação                                                            | Votação | Percentual |
| --------------------------------- | ---------------------------------------------------------------- | ------ | -------------------------------------------------------------------- | ------- | ---------- |
| Heráclito Fortes PFL              | Jesus Tajra PFL José de Andrade Maia PPB                         | 251    | O Piauí Que o Povo Quer (PFL, PSDB, PPB, PRTB, PSDC, PRP)            | 671.076 | 27,03%     |
| Mão Santa PMDB                    | Adalgisa Moraes Souza PMDB Severo Eulálio Filho PMDB             | 151    | Vitória Popular (PMDB, PST)                                          | 664.600 | 26,77%     |
| Freitas Neto PSDB                 | Benício Sampaio PPB Eloi Portela PPB                             | 456    | O Piauí Que o Povo Quer (PFL, PSDB, PPB, PRTB, PSDC, PRP)            | 559.786 | 22,55%     |
| Roberto John PT                   | Oneide Rocha PT José Valério da Silva PT                         | 131    | A vitória que o povo quer (PT, PCdoB, PL, PMN, PCB, PAN, PTN, PTdoB) | 433.517 | 17,46%     |
| Francisco Macedo PMN              | Francisco Miguel de Moura PAN Zenaide Lustosa PT                 | 331    | A vitória que o povo quer (PT, PCdoB, PL, PMN, PCB, PAN, PTN, PTdoB) | 44.887  | 1,81%      |
| Pedro Laurentino PDT              | Antônio Rufino Júnior PDT Carlos Angelino de Almeida Lobato PDT  | 123    | Frente Trabalhista (PPS, PDT, PTB, PHS)                              | 44.463  | 1,79%      |
| Carlos Lobo PMDB                  | Prof. Zé Nito PMDB Raimundo Nonato Augusto da Paz PMDB           | 152    | Vitória Popular (PMDB, PST)                                          | 42.792  | 1,73%      |
| Robespierre Bastos PV             | José Pascoal de Castro Filho PV Jorge Luís Rodrigues de Sousa PV | 431    | Preserve o Piauí (PV, PSD, PSC, PTC, PGT)                            | 6.784   | 0,27%      |
| Luiz Carlos Oliveira PSB          | Domingos Almeida dos Santos PSB Edison Lima Lopes PSB            | 400    | PSB (sem coligação)                                                  | 6.465   | 0,26%      |
| Gervásio Santos PSTU              | Maria da Penha Feitosa PSTU Geracina Rebouças de Melo PSTU       | 166    | PSTU (sem coligação)                                                 | 4.488   | 0,18%      |
| Jefferson Leite PGT               | Erasmo José Alves Borges PGT Ismael Gabriel Pereira PGT          | 300    | Preserve o Piauí (PV, PSD, PSC, PTC, PGT)                            | 3.661   | 0,15%      |

## Deputados federais eleitos
São relacionados os candidatos eleitos com informações complementares da Câmara dos Deputados.
| Número | Deputados federais eleitos | Partido | Votação | Percentual | Cidade onde nasceu  | Unidade federativa |
| 1313   | Francisca Trindade         | PT      | 165.190 | 11,22%     | Teresina            | Piauí              |
| 2580   | Júlio César                | PFL     | 124.987 | 8,49%      | Guadalupe           | Piauí              |
| 1515   | Marcelo Castro             | PMDB    | 93.614  | 6,35%      | São Raimundo Nonato | Piauí              |
| 2511   | Ciro Nogueira              | PFL     | 91.859  | 6,24%      | Teresina            | Piauí              |
| 2509   | Mussa Demes                | PFL     | 86.370  | 5,86%      | Floriano            | Piauí              |
| 1510   | Moraes Souza               | PMDB    | 81.143  | 5,51%      | Parnaíba            | Piauí              |
| 2510   | Paes Landim                | PFL     | 78.487  | 5,33%      | São João do Piauí   | Piauí              |
| 4525   | Átila Lira                 | PSDB    | 74.088  | 5,03%      | Piripiri            | Piauí              |
| 6565   | Afonso Gil                 | PCdoB   | 73.883  | 5,01%      | Belém               | Pará               |
| 4567   | Benedito Sá                | PSDB    | 73.257  | 4,97%      | Oeiras              | Piauí              |

## Deputados estaduais eleitos
No Piauí foram eleitos trinta (30) deputados estaduais, número que se mantém inalterado desde 1986 sendo que na apresentação da filiação partidária dos mesmos, relacionamos a legenda ao qual pertenciam no momento da eleição.
| Número | Deputados estaduais eleitos | Partido | Votação | Percentual | Cidade onde nasceu  | Unidade federativa |
| 25112  | Wilson Brandão              | PFL     | 41.876  | 2,86%      | Rio de Janeiro      | Rio de Janeiro     |
| 25134  | Leal Júnior                 | PFL     | 36.826  | 2,52%      | Rio de Janeiro      | Rio de Janeiro     |
| 45678  | Wilson Martins              | PSDB    | 36.525  | 2,50%      | Santa Cruz do Piauí | Piauí              |
| 15101  | Kleber Eulálio              | PMDB    | 34.199  | 2,34%      | Teresina            | Piauí              |
| 25123  | Juraci Leite                | PFL     | 32.948  | 2,25%      | Pedro II            | Piauí              |
| 25114  | Fernando Monteiro           | PFL     | 32.913  | 2,25%      | Teresina            | Piauí              |
| 25111  | Paes Landim                 | PFL     | 31.202  | 2,13%      | São João do Piauí   | Piauí              |
| 45130  | Moraes Souza Filho          | PSDB    | 30.156  | 2,06%      | Parnaíba            | Piauí              |
| 25132  | Edson Ferreira              | PFL     | 29.780  | 2,04%      | São Raimundo Nonato | Piauí              |
| 25107  | Gustavo Medeiros            | PFL     | 29.770  | 2,04%      | União               | Piauí              |
| 25128  | Homero Castelo Branco       | PFL     | 27.213  | 1,86%      | Amarante            | Piauí              |
| 11116  | Marcelo Coelho              | PPB     | 24.415  | 1,67%      | Teresina            | Piauí              |
| 11000  | Nerinho                     | PPB     | 24.302  | 1,66%      | Picos               | Piauí              |
| 13678  | Flora Izabel                | PT      | 24.221  | 1,66%      | Teresina            | Piauí              |
| 15111  | Themístocles Filho          | PMDB    | 23.075  | 1,58%      | Teresina            | Piauí              |
| 11166  | Tadeu Maia                  | PPB     | 23.025  | 1,58%      | Itainópolis         | Piauí              |
| 25120  | Maria José Leão             | PFL     | 21.526  | 1,47%      | Floriano            | Piauí              |
| 45123  | Luciano Nunes               | PSDB    | 21.414  | 1,47%      | Teresina            | Piauí              |
| 11111  | Irmão Elias                 | PPB     | 20.195  | 1,38%      | Picos               | Piauí              |
| 15112  | Mauro Tapety                | PMDB    | 20.099  | 1,38%      | Oeiras              | Piauí              |
| 22222  | Xavier Neto                 | PL      | 19.999  | 1,37%      | Amarante            | Piauí              |
| 45131  | Roncalli Paulo              | PSDB    | 19.802  | 1,35%      | São João do Piauí   | Piauí              |
| 15110  | Chico Filho                 | PMDB    | 19.402  | 1,33%      | Floriano            | Piauí              |
| 15147  | Henrique Rebelo             | PMDB    | 18.850  | 1,29%      | Teresina            | Piauí              |
| 15199  | Warton Santos               | PMDB    | 18.627  | 1,27%      | Picos               | Piauí              |
| 13131  | Antônio José Medeiros       | PT      | 16.199  | 1,11%      | União               | Piauí              |
| 13222  | João de Deus                | PT      | 16.199  | 1,03%      | José de Freitas     | Piauí              |
| 12369  | Elias Ximenes do Prado      | PDT     | 13.628  | 0,93%      | Sobral              | Ceará              |
| 12345  | Flávio Nogueira             | PDT     | 13.387  | 0,92%      | Alto Santo          | Ceará              |
| 14454  | Hélio Isaías da Silva       | PTB     | 12.076  | 0,83%      | Oeiras              | Piauí              |